# Општина Бабичу (Олт)
Бабичу (рум. Băbiciu) општина је у Румунији у округу Олт.
Oпштина се налази на надморској висини од 64 m.